# Karel Mokrý
Karel Mokrý (ur. 7 lutego 1959 w Prościejowie) – czeski szachista, arcymistrz od 1984 roku.

## Kariera szachowa
Od pierwszych lat 80. do połowy 90. należał do czołówki czechosłowackich, a następnie czeskich szachistów. Czterokrotnie zdobył medale w indywidualnych mistrzostwach kraju: złoty (1995) oraz trzy srebrne (1982, 1985, 1989). Pomiędzy 1984 a 1996 sześciokrotnie wystąpił na szachowych olimpiadach (najlepszy wynik notując w roku 1990 w Nowym Sadzie, gdzie drużyna Czechosłowacji zajęła IV miejsce), natomiast w 1989 – na drużynowych mistrzostwach Europy.
Jeden z pierwszych sukcesów na arenie międzynarodowej odniósł na przełomie 1977 i 1978 roku w Groningen, dzieląc V-VIII miejsce (wspólnie z m.in. Attilą Grószpéterem)  na mistrzostwach Europy juniorów do lat 20. W następnym roku triumfował w turnieju juniorów w Decinie. W kolejnych latach odniósł szereg sukcesów w indywidualnych turniejach, m.in. w:
- Trnawie (1983, turniej B, dz. I m. wspólnie z Jozefem Franzenem(inne języki) i Igorem Štohlem; 1984, dz. I m. wspólnie z Ľubomírem Ftáčnikiem; 1985, dz. II m. za Erikiem Pedersenem, wspólnie z Włodzimierzem Schmidtem i Gaborem Kallai, 1988, turniej B, I m.),
- Pradze (1982, turniej Bohemians, II m. za Aleksandrem Panczenką),
- Karwinie (1982, I m.),
- Reggio Emilii (1982/83, dz. II m. za Noną Gaprindaszwili, wspólnie z Georgiem Dannerem(inne języki); 1983/84, I m.; 1990/91, dz. II m. za Mišo Cebalo, wspólnie z Ennio Arlandim),
- Polanicy-Zdroju (1985, memoriał Akiby Rubinsteina, dz. II m. za Kostiantynem Łernerem, wspólnie z Carlosem Garcią Palermo),
- Kopenhadze (1985, turniej Politiken Cup, I m.),
- Borgarnes (1985, III m. za Vlastimilem Jasną i Curtem Hansenem),
- Trenczyńskich Cieplicach (1985, III m. za Elizbarem Ubiławą i Ľubomírem Ftáčnikiem),
- Rimavskiej Sobocie (1990, dz. II m. za Wiktorem Kuprejczykiem, wspólnie z Igorem Štohlem),
- Grazu (1991, dz. II m. za Wolfgangiem Uhlmannem, wspólnie z Mają Cziburdanidze),
- Hlohovcu (1993, dz. III m. za Arturem Frołowem i Jakowem Meisterem(inne języki), wspólnie z m.in. Eduardem Meduną).

Najwyższy ranking w karierze osiągnął 1 stycznia 1992 r., z wynikiem 2535 dzielił wówczas 3. miejsce wśród czechosłowackich szachistów. W 2000 r. zakończył profesjonalną karierę szachisty.
Od 1991 r. prowadzi własny sklep z literaturą szachową, najpierw w Bratysławie, a od 1993 r. – w Prostějovie.